# Tapeinosperma
Tapeinosperma är ett släkte av viveväxter. Tapeinosperma ingår i familjen viveväxter.

## Dottertaxa tillTapeinosperma, i alfabetisk ordning[1]
- Tapeinosperma acutangulum
- Tapeinosperma alatum
- Tapeinosperma amieuense
- Tapeinosperma amosense
- Tapeinosperma amplexicaule
- Tapeinosperma ampliflorum
- Tapeinosperma aragoense
- Tapeinosperma ateouense
- Tapeinosperma babucense
- Tapeinosperma borneense
- Tapeinosperma boulindaense
- Tapeinosperma brevipedicellatum
- Tapeinosperma campanula
- Tapeinosperma canalense
- Tapeinosperma capitatum
- Tapeinosperma chloranthum
- Tapeinosperma clavatum
- Tapeinosperma clethroides
- Tapeinosperma colnettianum
- Tapeinosperma commutatum
- Tapeinosperma cristobalense
- Tapeinosperma cuspidatum
- Tapeinosperma deflexum
- Tapeinosperma deroinii
- Tapeinosperma divaricatum
- Tapeinosperma ellipticum
- Tapeinosperma filipes
- Tapeinosperma flueckigeri
- Tapeinosperma glandulosum
- Tapeinosperma golonense
- Tapeinosperma gracile
- Tapeinosperma grande
- Tapeinosperma grandiflorum
- Tapeinosperma greenwoodii
- Tapeinosperma hornei
- Tapeinosperma kaalaense
- Tapeinosperma kajewskii
- Tapeinosperma koghiense
- Tapeinosperma laeve
- Tapeinosperma laurifolium
- Tapeinosperma lecardii
- Tapeinosperma lenormandii
- Tapeinosperma ligulifolium
- Tapeinosperma mackeei
- Tapeinosperma magnifica
- Tapeinosperma megaphyllum
- Tapeinosperma minutum
- Tapeinosperma multiflorum
- Tapeinosperma multipunctatum
- Tapeinosperma nectandroides
- Tapeinosperma netor
- Tapeinosperma nitidum
- Tapeinosperma oblongifolium
- Tapeinosperma pachycaulum
- Tapeinosperma pallidum
- Tapeinosperma pancheri
- Tapeinosperma paniense
- Tapeinosperma pauciflorum
- Tapeinosperma pennellii
- Tapeinosperma poueboense
- Tapeinosperma psaladense
- Tapeinosperma pseudojambosa
- Tapeinosperma pulchellum
- Tapeinosperma repandulum
- Tapeinosperma robustum
- Tapeinosperma rubidum
- Tapeinosperma rubriscapum
- Tapeinosperma schlechteri
- Tapeinosperma scrobiculatum
- Tapeinosperma sessilifolium
- Tapeinosperma squarrosum
- Tapeinosperma storezii
- Tapeinosperma synneurum
- Tapeinosperma tchingouense
- Tapeinosperma tenue
- Tapeinosperma wagapense
- Tapeinosperma veillonii
- Tapeinosperma vestitum
- Tapeinosperma whitei
- Tapeinosperma vieillardii